# David Goodstein
David Louis Goodstein (* 5. April 1939 in Brooklyn; † 10. April 2024) war ein US-amerikanischer Physiker.

## Werdegang
Goodstein studierte am Brooklyn College mit dem Bachelor-Abschluss 1960 und wurde 1965 an der University of Washington promoviert, an der er dann 1965/66 Research Instructor war. Er war ab 1966 Research Fellow, ab 1968 Assistant Professor und ab 1975 Professor für Physik und Angewandte Physik am California Institute of Technology (Caltech). 1988 bis 2007 war er dort Vize-Provost und ab 1995 Frank J. Gilloon Distinguished Teaching and Service Professor.
Goodstein war experimenteller Festkörperphysiker. Unter anderem befasste er sich mit thermischen Eigenschaften von Helium und anderen Gasen in dünnen Filmen, zweidimensionaler Materie (Grenzflächen, Oberflächen) und Phasenübergängen.
Von ihm stammten mehrere populärwissenschaftliche Bücher und er war in den 1980er Jahren Moderator und Autor der TV-Reihe The Mechanical Universe (PBS von 1982 bis 1987). Sie wurde auch international verbreitet und erhielt 1987 den Japan Prize for Television. Er veröffentlichte unter anderem über Richard Feynman als Lehrer und (zusammen mit seiner Ehefrau Judith Goodstein) dessen Lost Lecture (eine Vorlesung aus den Feynman-Lectures über eine Ableitung der Keplergesetze aus dem Gravitationsgesetz im Stil von Isaac Newton). Er verfasste eine Verteidigung von Robert Andrews Millikan unter anderem gegen Vorwürfe wissenschaftlichen Fehlverhaltens beim Millikan-Versuch. Ferner veröffentlichte er über Betrug und Fehlverhalten in den Wissenschaften, das Ende des Zeitalters fossiler Energien und den Klimawandel.
1969 bis 1971 war Goodstein Sloan Research Fellow. 1999 erhielt er die Oersted Medal der American Association of Physics Teachers und 2000 die John P. McGovern Medal von Sigma Xi. Er war Fellow der American Association for the Advancement of Science.
1960 heiratete er Judith Koral, mit der er einen Sohn und eine Tochter hatte.

## Schriften (Auswahl)
- States of matter. Englewood Cliffs, N.J.: Prentice-Hall 1975, Nachdruck Dover 1985.
- mit Richard Olenick, Tom M. Apostol: The mechanical universe: introduction to mechanics and heat. Cambridge University Press, 1985, Paperback 2007.
- mit Richard Olenick, Tom M. Apostol: Beyond the mechanical universe: from electricity to modern physics. Cambridge University Press, 1985, Paperback 2007.
- mit Steven C. Frautschi, Richard Olenick, Tom M. Apostol: The Mechanical Universe, Mechanics and Heat. Advanced Edition, New York: Cambridge University Press, 1986, Paperback 2008.
- mit Judith R. Goodstein: Feynman’s lost lecture: the motion of planets around the sun. Norton, New York 1996.
- Out of gas: the End of the Age of Oil. New York: Norton 2004.
- On fact and fraud: cautionary tales from the front lines of science. Princeton University Press, Princeton 2010.
- als Herausgeber: Adventures in Cosmology. World Scientific 2010.
- mit Michael Intriligator: Climate Change and the Energy Problem: Physical Science and Economics Perspective. World Scientific 2012, 2. Auflage 2017.
- Thermal physics: energy and entropy. Cambridge University Press 2015.
- mit Milton W. Cole, Angela D. Lueking: Science of the Earth, Climate, and Energy. World Scientific 2018.